# Burg Hohenscheid (Eberdingen)
Die Burg Hohenscheid ist eine abgegangene Höhenburg im Wald südwestlich von Hochdorf an der Enz, einem heutigen Ortsteil der Gemeinde Eberdingen im Landkreis Ludwigsburg in Baden-Württemberg. Die Burganlage war 60 m lang und 23 breit.
Um 1271 werden die Herren von Hohenscheid mit der Burg genannt. Nach der Burg nannte sich im 13. und 14. Jahrhundert ein Zweig der Fleiner von Altenburg. Die Burg und das zugehörige Gut waren vaihingisches, dann württembergisches Lehen. Nach dem Aussterben der von Hohenscheid verlieh Graf Eberhard von Württemberg 1390 die Burg und das Dorf Hochdorf an die von Münchingen. Nachdem nach 1390 die Burg abgegangen war verblieben nur noch geringe Reste.